# Amphimedon subcylindrica
Amphimedon subcylindrica är en svampdjursart som först beskrevs av Arthur Dendy 1905.  Amphimedon subcylindrica ingår i släktet Amphimedon och familjen Niphatidae.
Artens utbredningsområde är Sri Lanka. Inga underarter finns listade i Catalogue of Life.